# 5535 Annefrank
O asteroide 5535 Annefrank é um corpo celeste pertencente ao cinturão de asteroides que está entre as órbitas de Marte e de Júpiter, sendo o asteroide um membro da família Augusta.

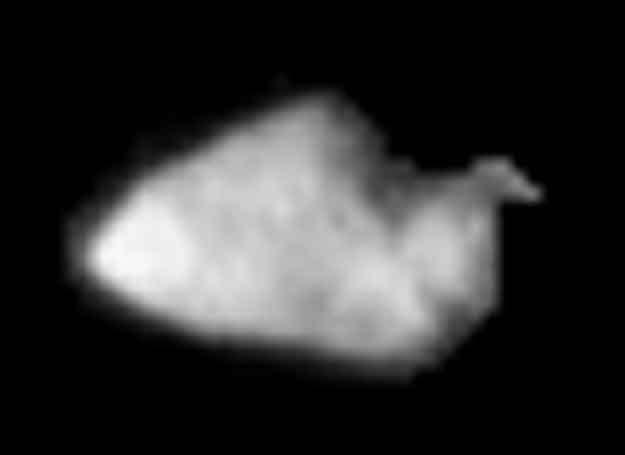
5535 Annefrank

## Descoberta e nomeação
Foi descoberto em 1942 por Karl Reinmuth. Recebeu este nome em homenagem a Anne Frank, falecida num campo de concentração de judeus, durante a Segunda Guerra Mundial.

## Características

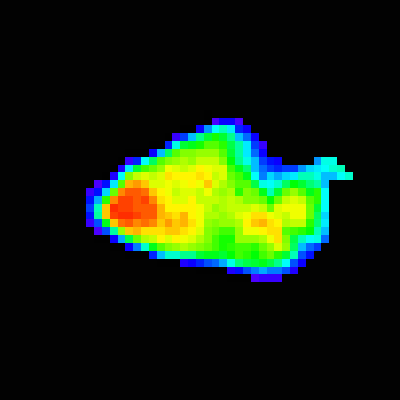
Imagem em falsa cor

É um asteroide que apresenta uma superfície muito irregular, típica dos pequenos corpos celestes, A sua superfície reflete entre 10% a 20% apenas, bem menos luz do que anteriormente previsto. Algumas crateras de centenas de metros de comprimento podem ser vistas na sua face brilhante e sua superfície apresenta variações de brilho do tipo albedo.
As variações de cor em ambas as imagens desta página foram exageradas, a fim de ressaltar as diferenças de brilho de sua superfície.

## Missão Stardust
Em 2 de novembro de 2002, a sonda Stardust passou próximo a este asteroide a uma distância de 3.079 quilômetros. As imagens obtidas do asteroide indicam que ele tem as seguintes dimensões: 6,6 × 5,0 × 3,4 km de diâmetro, é duas vezes maior do que se previa.
O objetivo da missão Stardust é coletar amostras do cometa 81P/Wild 2 quando de seu encontro em janeiro de 2004. O quase encontro com o asteroide Annefrank serviu de treino e de ajustes para o encontro mais importante, mas a sonda Stardust estava muito distante de 5535 Annefrank para que pudesse obter uma boa imagem.
A sonda Stardust foi dirigida para se aproximar do asteroide a uma distância segura, a fim de que não viesse a colidir com algum satélite ou poeira de Annefrank. Os painéis solares da sonda ficaram recebendo os raios do Sol em um ângulo de 60º e a sonda teve sucesso em enxergar o asteroide. Todos os sistemas da sonda como energia, temperatura, altitude, memória se mantiveram nos níveis previstos.
Durante o tempo de observação do asteroide que foi de 25 minutos, a sonda conseguiu tirar 60 fotos do asteroide. Para isso a sonda fez uso do mesmo sofisticado software usado com sucesso no Deep Space 1 para apontar a sua câmera para o asteroide. Apesar de mais escuro que o previsto e sem ter tido a oportunidade de ver anteriormente o asteroide, a equipe de voo aprendeu muito com esta missão.
O brilho do asteroide estava muito fraco e a câmera da sonda Stadust operava próximo de seu limite mínimo de luminosidade. Fotos foram obtidas com longo período de observação, porém mesmo assim elas ficaram difusas com pouca nitidez.
Os exaustivos testes e treinamento em laboratório para garantir que o encontro com o cometa Wild 2 fosse um pleno sucesso, o encontro com o cometa Annefrank permitiu testar todos os instrumentos de voo da sonda apropriadamente.